# Ghillean Tolmie Prance
Ghillean Tolmie Prance (o Ghillean Prance) ( 13 de julio de 1937) es un prominente botánico y ecólogo inglés.
Ha publicado extensamente de taxonomía de familias botánicas como las Chrysobalanaceae, Lecythidaceae, y prestando atención en documentar la ecología de la polinización en Victoria amazonica.
Se especializó en las espermatofitas.
Entre 1988 y 1999, fue director del Royal Botanic Gardens, Kew. Desde su retiro, ha permanecido muy activo, involucrándose en el Proyecto Eden (proyecto microambiental).
La escritora Clive Langmead ha escrito su biografía.

## Algunas publicaciones

### Libros
- ghillean t. Prance. 2001. Flora de Colombia: Chrysobalanaceae. Volumen 19. Editor Universidad Nacional de Colombia, 292 pp.

- ----------------------------. 1996. The earth under threat: a Christian perspective. Edición ilustrada de Wild Goose Publ. 96 pp. ISBN	0947988807

- ----------------------------, derek Chadwick, joan Marsh. 1994. Ethnobotany and the search for new drugs. Vol. 185. Ciba Foundation symposium. Ed. ilustrada de John Wiley & Sons, 280 pp. ISBN 0471950246

- ----------------------------, scott A. Mori. 1990. Lecythidaceae: The zygomorphic-flowered New World genera (Couroupita, Corythophora, Bertholletia, Couratari, Eschweilera, & Lecythis). Nº 21 de Flora Neotropica Monographs. Edición ilustrada de Published for Organization for Flora Neotropica, New York Botanical Garden, 376 pp. ISBN 0893273457

- ----------------------------. 1986. Tropical rain forests and the world atmosphere. Volumen 101 de AAAS selected symposium. Edición ilustrada de Westview Press, 105 pp. ISBN 0813371767

- ----------------------------, kjell bloch Sandved. 1985a. Leaves, the formation, characteristics, and uses of hundreds of leaves found in all parts of the world. Ed. ilustrada de	Crown, 244 pp. ISBN 0517551527

- ----------------------------, thomas e. Lovejoy. 1985b. Amazonia. Key environments. Editor Pergamon Press, 442 pp. ISBN 0080307760

- ----------------------------, thomas s. Elias. 1977. Extinction is forever: threatened and endangered species of plants in the Americas and their significance in ecosystems today and in the future : proceedings of a symposium held at the New York Botanical Garden, May 11-13, 1976, in commemoration of the Bicentennial of the United States of America. 3ª edición de New York Bot. Garden, 437 pp. ISBN 0893271969

- marlene Freitas da Silva, ghillean tolmie Prance. 1975. Arvores de Manaus, Instituto Nacional de Pesquisas da Amazônia, Manaus, Amazonas, 312 pp.

- --------------------------------------, ------------------------------------. 1973. Flora Neotropica : Caryocaraceae. New York, 75 pp. ISBN 0-89327-249-9

- Ghillean T. Prance (1996). The Earth Under Threat: A Christian Perspective. Wild Goose Publications. ISBN 9780947988807.

## Honores
- 2000: Orden de la Cruz del Sur[4]
- 1990: "Medalla linneana" de oro
- 1999: Medalla Victoria de Horticultura[1]

### Membresías
- Fue nombrado Caballero en 1995
- "Academia de Ciencias de Brasil".
- International Society for Science and Religion

### Epónimos
En su honor, se nombraron 87 especies, entre otras:
- (Apocynaceae) Bonafousia prancei L.Allorge[5]

- (Araceae) Dracontium prancei G.H.Zhu & Croat[6]

- (Asteraceae) Piptocarpha prancei G.Lom.Sm.[7]

- (Bignoniaceae) Adenocalymma prancei A.H.Gentry[8]

- (Bromeliaceae) Aechmea prancei L.B.Sm.[9]

- (Burseraceae) Crepidospermum prancei Daly[10]

- La abreviatura «Prance» se emplea para indicar a Ghillean Tolmie Prance como autoridad en la descripción y clasificación científica de los vegetales.[11]